# Tombeau de Dante
Le tombeau de Dante est un monument funéraire qui contient les ossements de Dante Alighieri, érigé près du couvent franciscain, au bout de la via Dante Alighieri, au centre historique de Ravenne, ville où il a séjourné à la fin de sa vie et où il est mort en 1321.

## Histoire
Le tombeau a été construit en 1780-1781 à l'initiative du cardinal légat Luigi Valenti Gonzaga, d'après les plans de l'architecte Camillo Morigia (it). L'édifice actuel a été bâti au-dessus d'une tombe préexistante datant du XVe siècle érigée à l'initiative du podestat vénitien de Ravenne Bernardo Bembo (it). Le tombeau a la forme d'un petit temple d'architecture néoclassique à plan carré, couronné d'une petite coupole. Sa façade comporte une porte surmontée du blason de l'archevêque le Cardinal Gonzaga, et sur l'architrave se trouve l'inscription en langue latine : 
L'intérieur, revêtu de marbre et de stucs, comporte un sarcophage de l'époque romaine sur lequel figure l'épitaphe en vers :
| « Iura monarchie superos Phlaegetonta lacusque lustrando cecini fata volverunt quousque sed quia pars cessit melioribus hospita castris actoremque suum petiit felicior astris hic claudor Dantes patriis extorris ab oris quem genuit parvi Florentia mater amoris »— Bernardo Canaccio, 1366 | « Les droits de la monarchie, les cieux et les eaux de Phlégéthon en visitant je chantais jusqu'à l'arrivée de mes destins mortels. Mais vu que mon âme alla demeurer en de meilleurs endroits et que encore plus béate rejoint parmi les étoiles son créateur, ici est enfermé, (moi) Dante, exilé de la terre patrie, qu'engendra Florence, mère peu aimante. » |

Au-dessus du sépulcre, resté identique depuis le XVe siècle, se trouve un bas-relief de 1483, œuvre de Pietro Lombardo, représentant Dante pensif devant un pupitre. Aux pieds du sarcophage se trouve une guirlande en bronze offerte en 1921 par les survivants de la Première Guerre mondiale.
Au plafond brûle une lampe votive du XVIIIe siècle, alimentée en huile d'olive provenant des collines toscanes et offerte annuellement par la commune de Florence le 14 septembre, jour anniversaire de la mort du poète.
Sur la paroi de droite, une stèle en marbre catalogue les différentes restaurations de la tombe et sa décoration en marbre de 1921.
Sur les pendentifs de la voûte devaient être représentés Virgile, Brunetto Latini, Cangrande della Scala et Guido Novello da Polenta, mais la décoration est restée inachevée.
À l'extérieur du monument, sur la droite, une grille mène à l'enceinte Braccioforte qui fait partie du couvent franciscain, où se déroulèrent les funérailles de Dante et où il avait été initialement enterré.
Le tombeau est classé monument national, et la proche Zona dantesca est protégée et classée « zone de respect ».
En 2006-2007 la tombe a été restaurée et la façade complètement repeinte.

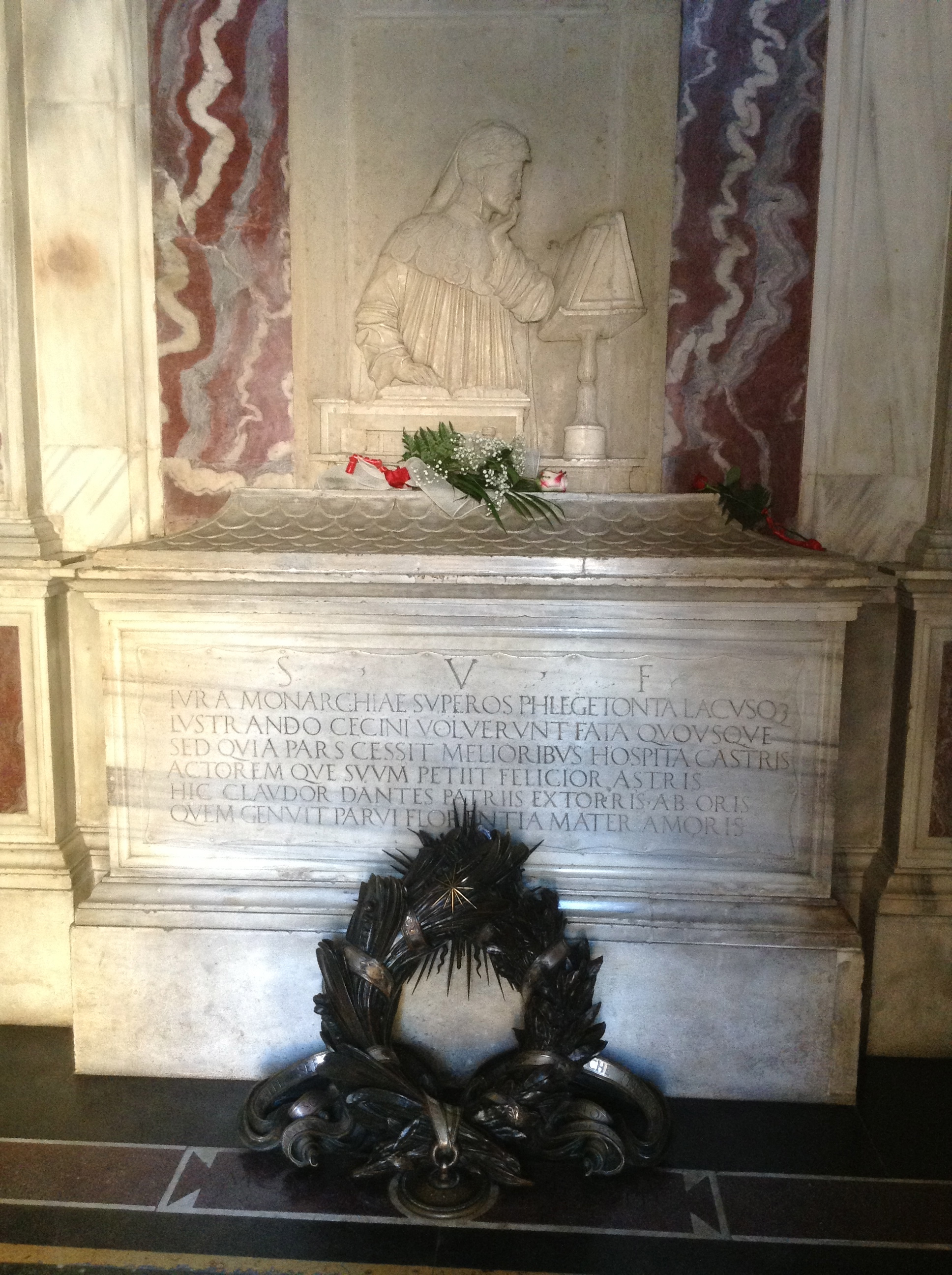
Le sarcophage et le bas-relief le surmontant.

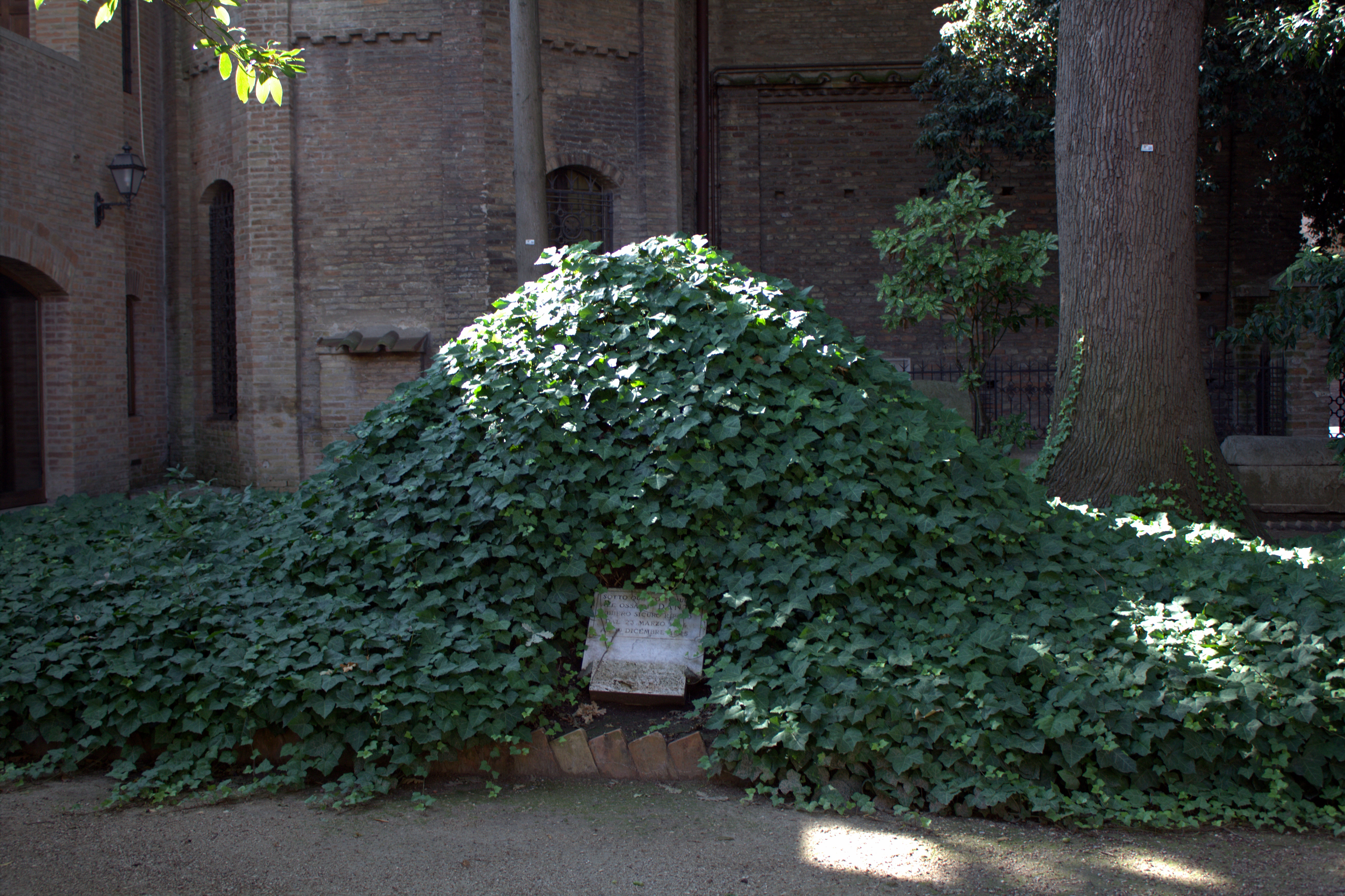
Le tumulus avec la stèle.

## Histoire de la dépouille de Dante
Le jour suivant la mort de Dante, son corps fut déposé dans le sarcophage actuel qui, à l'époque, était installé le long de la route, à l'extérieur du cloître de Braccioforte.
À la fin du XVe siècle, le podestat de Ravenne, Bernardo Bembo, déplaça le sarcophage sur le côté ouest du cloître.
Peu de temps après, les florentins réclamèrent les reliques de leur illustre citoyen. Ce souhait sembla pouvoir être exaucé vu que deux papes successifs (Léon X et Clément VII) étaient issus de la famille Médicis.
Léon X, à la suite de la demande soutenue aussi par Michel-Ange, concéda en 1519 aux Florentins la permission de récupérer les restes du poète et de les ramener à Florence, mais quand la délégation toscane ouvrit le sarcophage, les ossements avaient disparu.
En effet, auparavant, les moines franciscains avaient creusé un trou à travers le mur du cloître et dans le sarcophage pour « mettre en lieu sûr » les restes du poète qu'ils considéraient comme un des leurs et refusèrent de les rendre malgré les pressions. Le sarcophage fut ensuite transporté dans le cloître et surveillé en permanence. En 1692, lors des travaux d'entretien de la tombe, les ouvriers étaient encore étroitement surveillés par les frères.
En 1677, les ossements furent enfermés dans une cassette par Antonio Sarti, prieur du couvent et ils ne furent déposés dans l'urne actuelle qu'en 1781, quand l'architecte Morigia construisit l'actuel mausolée, partie intégrante du couvent.
Quand, en 1810, le couvent fut supprimé par ordre de Napoléon Bonaparte, les frères cachèrent de nouveau la cassette avec les ossements dans une porte murée de l'oratoire du cloître de Braccioforte. Ceux-ci furent découverts fortuitement, en 1865, pendant les travaux de restauration entrepris à l'occasion du VIe centenaire de la naissance de Dante.
Après avoir été exposés au public, les ossements furent remis, à l'intérieur de deux cassettes, dans le sarcophage original, dans le petit mausolée. Ils en furent retirés le 23 mars 1944 afin d'éviter leur destruction au cours des bombardements alliés sur Ravenne et replacés le 19 décembre 1945. Pendant cette période, ils furent enterrées à proximité du mausolée sous un tumulus couvert par la végétation, aujourd'hui repéré par une stèle commémorative.
Dans l'espoir que les reliques lui soient rendues, la commune de Florence fit réaliser en 1829 un grand cénotaphe dans la Basilique Santa Croce. Celui-ci représente le poète assis et pensif soulevé « en gloire » par l'Italie, tandis que la Poésie pleure, prostrée sur le sarcophage.
La ville de Florence, qui n'a toujours pas obtenu satisfaction, ne peut que fournir chaque année l'huile nécessaire à alimenter la lampe du tombeau.

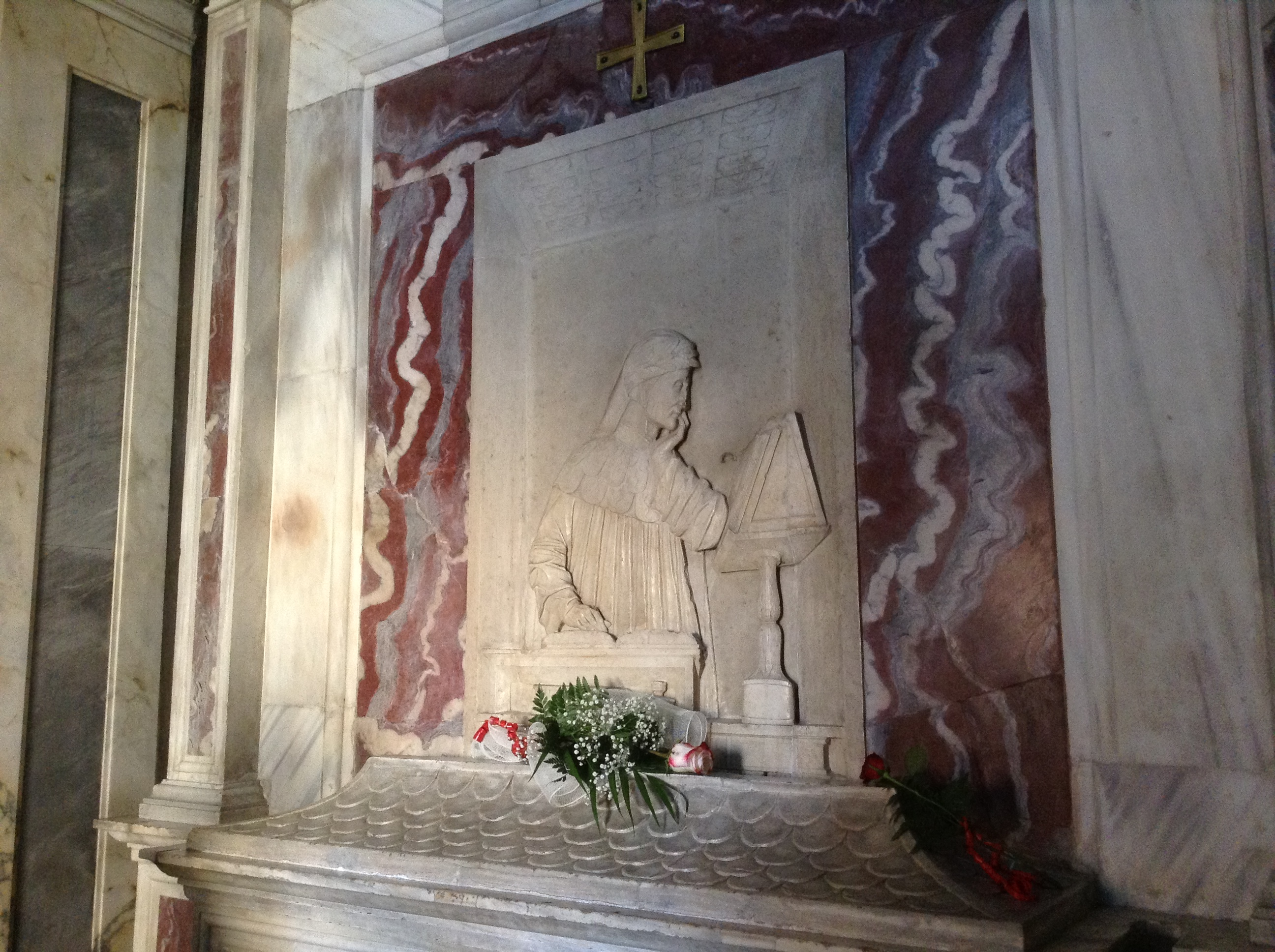
Le bas-relief et son encadrement marmoréen.
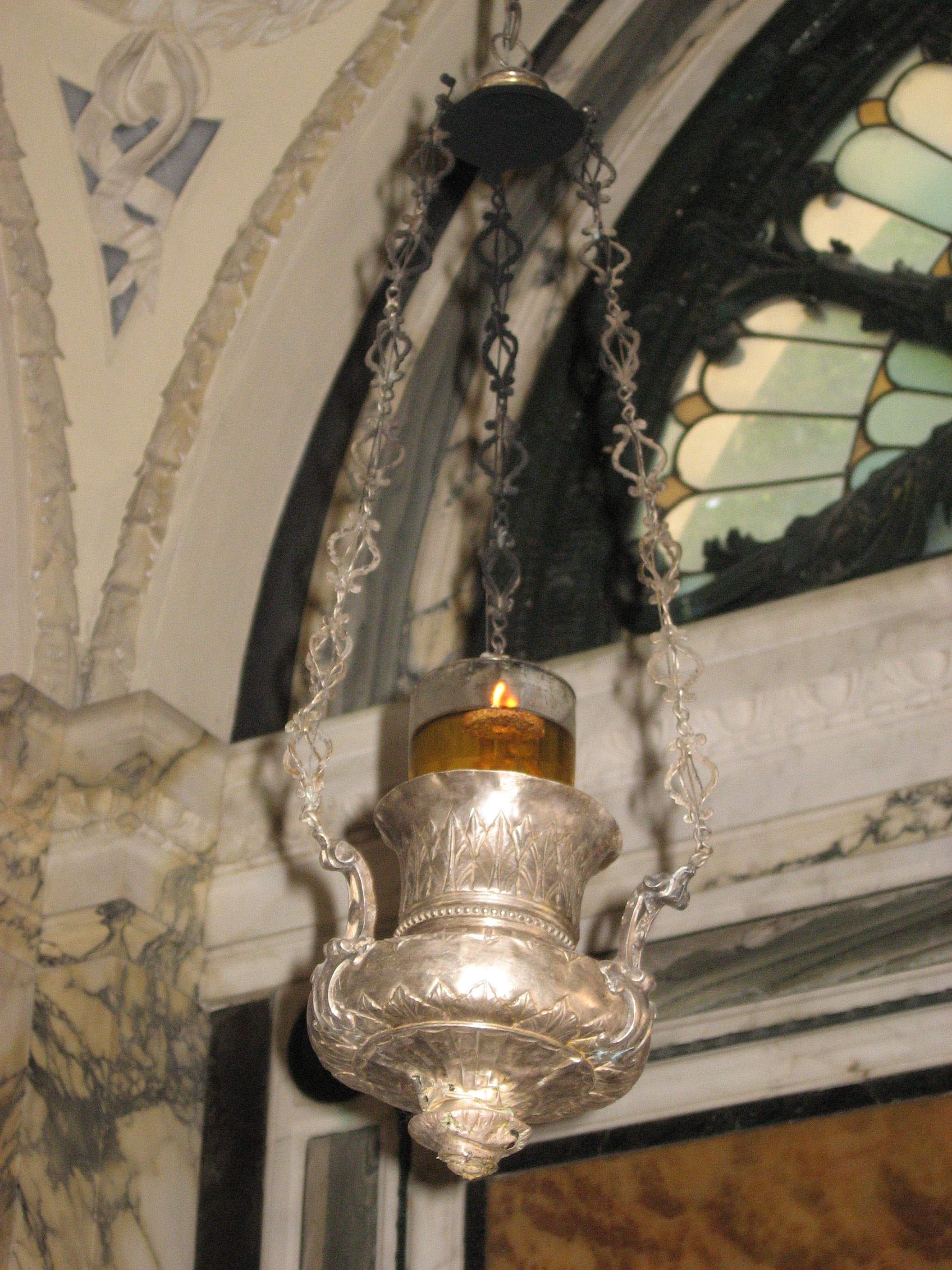
La lampe à huile.
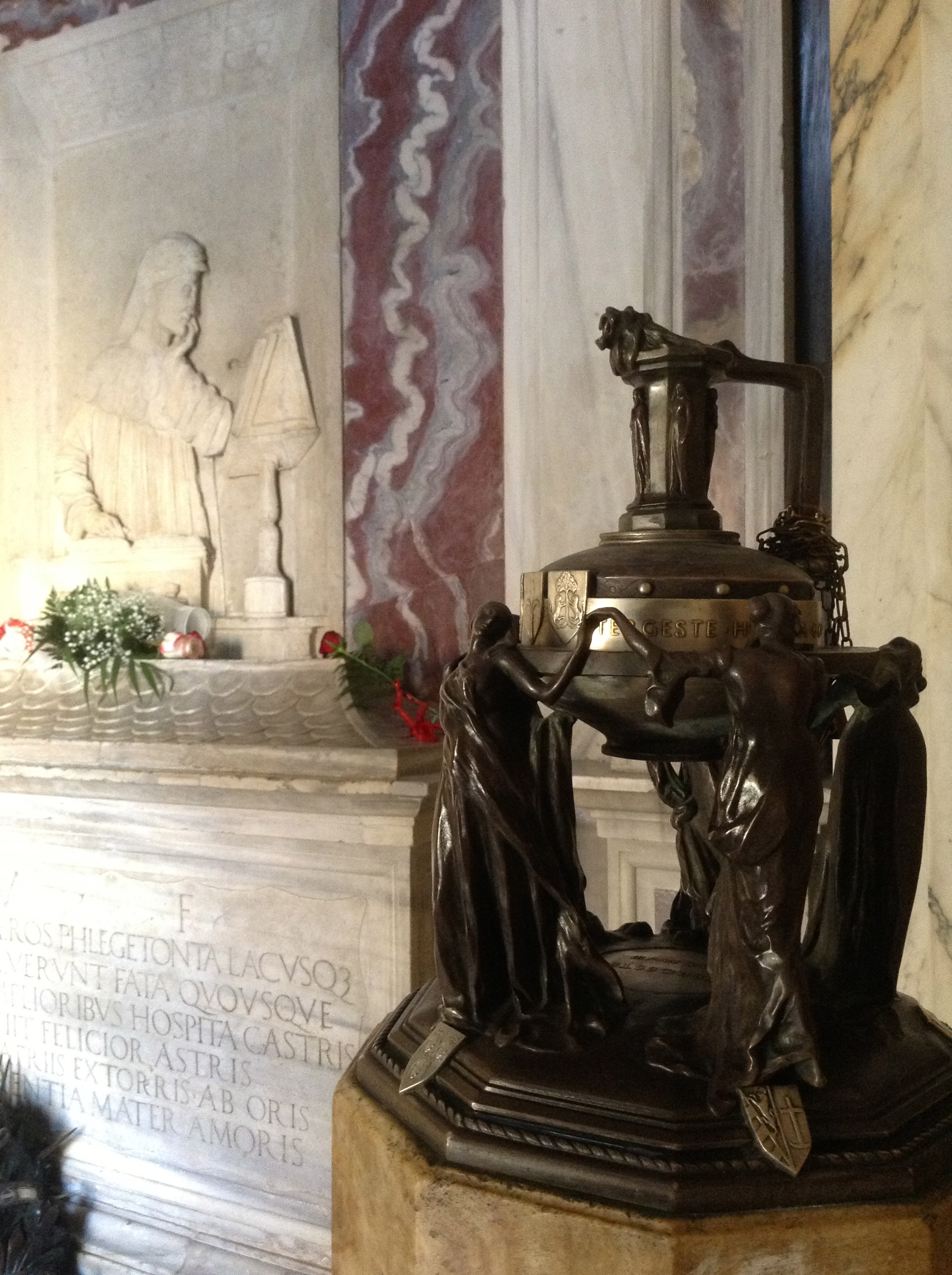
La réserve d'huile offerte par Florence.
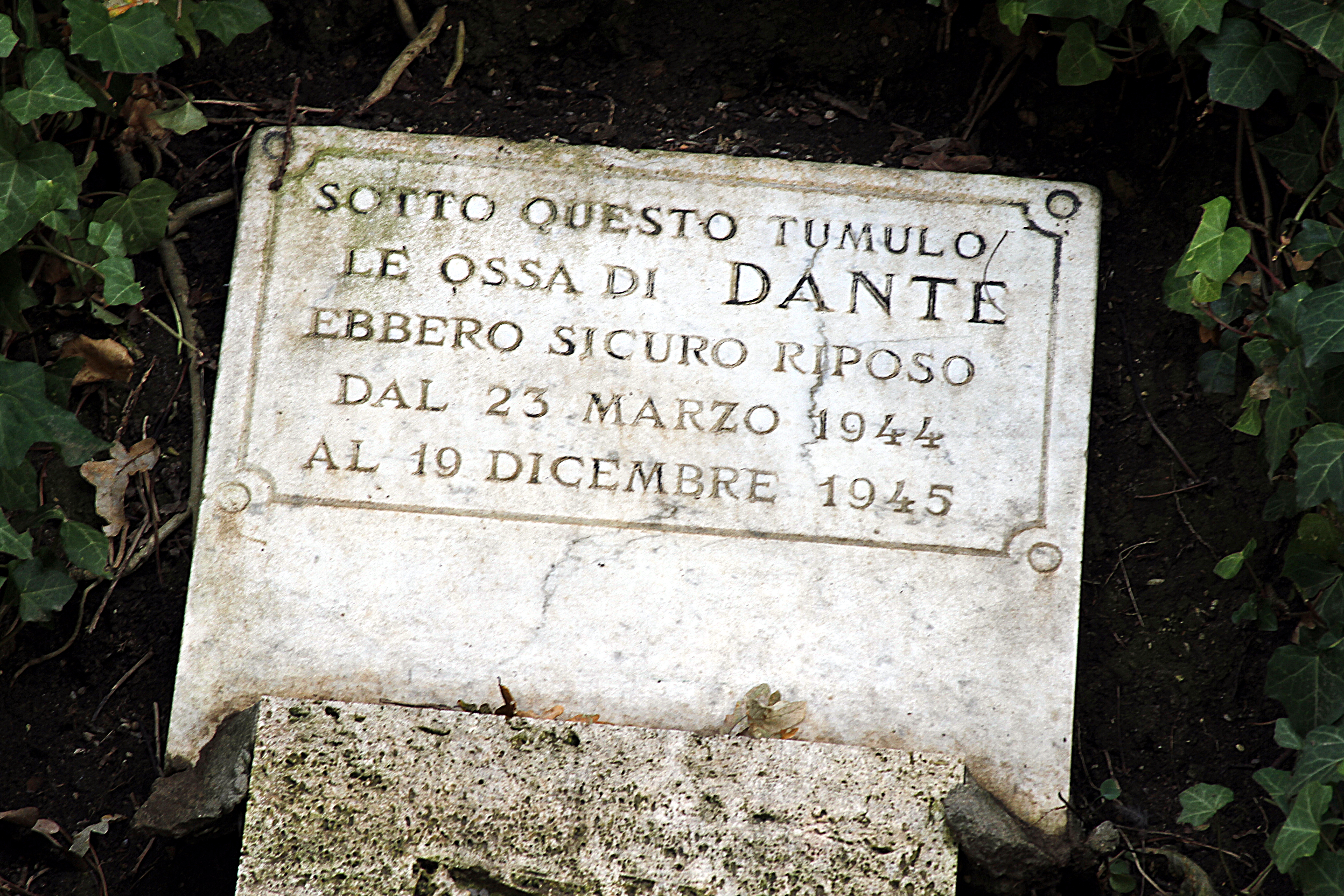
La plaque du tumulus.

## Source de traduction
- (it) Cet article est partiellement ou en totalité issu de l’article de Wikipédia en italien intitulé « Tomba di Dante » (voir la liste des auteurs).